# Luciano Bozko
 Luciano Paczko Bozko (Porto Alegre, 24 de novembro de 1978) é um voleibolista indoor brasileiro,  também tem nacionalidade polonesa, com experiência internacional , atuante na posição de Ponta, que pela categoria de base da Seleção Brasileira, conquistou a medalha de ouro no Campeonato Mundial Infanto-Juvenil  de  1995 em Porto Rico, foi campeão sul-americano juvenil de 1996 na Colômbia e medalhista de prata no Campeonato Mundial Juvenil de 1997 no Bahrein.Ele ultrapassou a marca dos 2000 pontos na história das edições da Superliga Brasileira A.

## Carreira
Bozkinho foi revelado nas categorias de base do Grêmio Náutico União, também foi atleta do Cocamar/PR e foi convocado  para categoria de base da Seleção Brasileira em 1995 quando disputou e conquistou a medalha de ouro na referente edição do Campeonato Mundial Infanto-Juvenil em San Juan-Porto Rico também foi convocado para seleção brasileira na categoria juvenil no mesmo ano.
Em 1996 recebeu nova convocação para as categorias de base da seleção e disputou o Campeonato Sul-Americano  realizado em Cali-Colômbia, edição na qual sagrou-se campeão sul-americano.Na temporada 1996-97 atuou pelo Chapecó/São Caetano na conquista do quarto lugar na Superliga Brasileira A, época que após tentar  recuperar uma bola rebatida na defesa, ele colidiu com uma placa de publicidade (de metal), rompendo todos os tendões da mão direita e o nervo e uma artéria são afetados, sendo submetido a intervenção cirúrgica para religar todos os pontos atingidos, em seguida ficou quase três meses de fisioterapia visando a recuperação dos movimentos da mão.
Bozkinho representou o país também no Campeonato Mundial Juvenil de 1997, este sediado em Manama-Bahrein, onde conquistou a importante medalha de prata na edição, além de ser eleito o Melhor Passe da competição.Na jornada esportiva 1997-98 atuava pelo Fluminense/Oceânica Seguros quando integrou a seleção principal em preparação para Liga Mundial de 1998, cujo técnico era Radamés Lattari e encerrou na décima primeira colocação da Superliga Brasileira A correspondente ao período esportivo supracitado.Em seguida transferiu-se para o Unincor/ Ouro Vida/ Três Corações, com parceria com o Club de Regatas Vasco da Gama encerrando na oitava posição na Superliga Brasileira A 1998-99.
Representou o  clube colombiano Alcaldía de Cali na edição do Campeonato Sul-americano de Clubes de 1999, sendo eleito a Melhor Recepção da competição e nesta encerrou na sexta posição. O Report/Nipomed o contratou para jornada 1999-00, quando se sagrou campeão paulista de 1999 e alcançou o sexto lugar na correspondente Superliga Brasileira A. Renovou com o mesmo clube para temporada seguinte, nesta fora utilizado a alcunha Zip Net/Fennab de Suzano, conquistando o vice-campeonato paulista de 2000 e encerrou na oitava posição por este clube na Superliga Brasileira A 2000-01.Defendeu as cores da Ulbra/RS nas competições 2001-02, conquistando o título do Campeonato Gaúcho de 2001 e o quarto lugar na referente Superliga Brasileira A.
Permaneceu na Ulbra/RS na temporada 2002-03, sendo bicampeão gaucho consecutivamente em 2002, mesmo ano que disputou e conquistou o título do Campeonato Paulista  e conquistou seu primeiro título nacional na edição correspondente da Superliga Brasileira A.Em 2003 recebeu do então governador do Estado do Rio Grande do Sul a Medalha Rio-grandense por fazer parte do clube tricampeão da Superliga Brasileira A. Renovou por mais uma temporada com esse clube que fez parceria com o São Paulo Futebol Clube, resultando na alcunha Ulbra/São Paulo F.C., obtendo o tricampeonato gaúcho consecutivamente em 2003,  sagrando-se campeão paulista em 2003 e foi vice-campeão por este clube na Superliga Brasileira A 2003-04.
Também foi atleta do On Line/Herval no período esportivo 2004-05, conquistando seu tetracampeonato gaucho consecutivamente e alcançou o bronze na correspondente Superliga Brasileira A.Transferiu-se pela primeira vez para o voleibol europeu, quando foi contratado pelo Tourcoing LM e por este atuou nas competições de 2005-06 e vestindo a camisa#16 chegou as quartas de final da Copa da França e também mesmo resultado obtido  na Copa Europeia e foi quarto colocado no Campeonato Frances. Retornou ao voleibol nacional para reforçar a equipe do Santander/ Banespa, cuja sede era em  São Bernardo do Campo-SP.
Novamente atuou no voleibol europeu, desta vez atuando pelo clube italiano Mare&Volley Forlì,pelo qual disputou a Liga A2 Italiana 2007-08, conquistando o título e o acesso a Liga A1 Italiana e renovou com o mesmo clube para temporada seguinte, este utilizando a alcunha Yoga Forlì na Liga A1 Italiana 2008-09, quando encerrou nesta edição na décima terceira posição, ou seja, penúltimo lugar.
Na temporada 2009-10, é repatriado pela Ulbra/São Caetano e o representou na Superliga Brasileira A correspondente quando encerrou por este clube na nona posição, edição na qual atingiu a marca dos dois mil pontos, feito obtifo até então por apenas outros 11 atletas.
Voltou atuar fora do país e novamente  na Itália, quando  foi contratado pelo Pineto e  disputou a  Liga A2 Italiana 2010-11, encerrando na décima quinta posição, ou seja, em penúltimo lugar.
No período esportivo 2011-12 atua pela primeira vez no voleibol polones, e defendeu o Jastrzębski Węgiel e por este disputou a edição do Campeonato Mundial de Clubes de 2011, realizado em Doha-Qatar, época que vestia a camisa#18 e conquistou a medalha de prata nesta edição, nas estatísticas da competição figurou na trigésima sexta melhor posição entre os melhores defensores, também foi trigésimo quarto Maior Pontuador e foi o vigésimo sexto Melhor Sacador e encerrou na quarta posição na Liga polonesa 2011-12.
Retornou ao Brasil na temporada 2012-13 para defender o clube APAV/Kappersberg/Canoas e  sagrou-se pentacampeão gaúcho em 2012 e neste mesmo ano disputou e conquistou o ouro da primeira edição da Superliga Brasileira B, alcançando também a qualificação para o clube disputar a Superliga Brasileira A 2012-13.Nessa competição encerrou por este clube na sexta colocação, pela primeira vez na série A.
Renovou contrato com este clube para temporada 2013-14, conquistando seu hexacampeonato gaúcho em 2013. Em 2014 alcançando o quarto lugar na Copa Brasil de 2014 em Maringá-Paraná
e na Superliga Brasileira A 2013-14, com o sexto lugar  na campanha  da fase de classificação classificou-se para as quartas de final, não avançando as semifinais.

## Títulos e Resultados
- 2014- 4º Lugar da Copa Brasil[30]
- 2013-14-6º Lugar da Superliga Brasileira-Série A[31]
- 2013- Campeão do Campeonato Gaúcho[1]
- 2012-13-6º Lugar da Superliga Brasileira-Série A[27]
- 2012-Campeão da Superliga Brasileira-Série B[26]
- 2012-Campeão do Campeonato Gaúcho[1]
- 2011-12- 4º lugar da Liga A Polonesa<
- 2010-11- 15º lugar da Liga A2 Italiana[19]
- 2009-10- 9º lugar da Superliga Brasileira A[17]
- 2008-09- 13º lugar da Liga A1 Italiana[15]
- 2007-08- Campeão da Liga A2 Italiana[1]
- 2006-07- 5º lugar da Superliga Brasileira A[4]
- 2005-06- 4º Lugar da Campeonato Frances[13]
- 2004-05- 3º lugar da Superliga Brasileira A[4]
- 2004-Campeão do Campeonato Gaúcho[1]
- 2003-04- Vice-campeão da Superliga Brasileira A[4]
- 2003-Campeão do Campeonato Paulista
- 2003-Campeão do Campeonato Gaúcho[1]
- 2002-03- Campeão da Superliga Brasileira A[1][4]
- 2002- Campeão do Campeonato Paulista[1]
- 2002-Campeão do Campeonato Gaúcho[1]
- 2001-02- 4º lugar da Superliga Brasileira A[4]
- 2001-Campeão do Campeonato Gaúcho[1]
- 2000-01- 8º lugar da Superliga Brasileira A[4]
- 2000-Vice-campeão do Campeonato Paulista[11]
- 1999-00- 6º lugar da Superliga Brasileira A[4]
- 1999- Campeão do Campeonato Paulista[1]
- 1999-6º lugar do Campeonato Sul-Americano de Clubes(Cáli,  Colômbia)[10]
- 1998-99- 8º lugar da Superliga Brasileira A[4]
- 1997-98- 11º lugar da Superliga Brasileira A[4]
- 1996-97- 4º lugar da Superliga Brasileira A[4]

## Premiações Individuais
- Melhor Recepção  do Campeonato Sul-Americano de Clubes de 1999[1]
- Melhor Recepção do Campeonato Mundial Juvenil de 1997[1]